# Eric Ejiofor
Pour les articles homonymes, voir Ejiofor.
Eric Okechukwu Ejiofor est un footballeur international nigérian né le 17 décembre 1979.